# Jonesville (Carolina del Sud)
Jonesville és una població dels Estats Units a l'estat de Carolina del Sud. Segons el cens del 2000 tenia 982 habitants.

## Demografia
Segons el cens del 2000, Jonesville tenia 982 habitants, 444 habitatges i 264 famílies. La densitat de població era de 371,7 habitants/km².
Dels 444 habitatges en un 25,2% hi vivien nens de menys de 18 anys, en un 35,8% hi vivien parelles casades, en un 18,5% dones solteres, i en un 40,5% no eren unitats familiars. En el 36,7% dels habitatges hi vivien persones soles el 20,7% de les quals corresponia a persones de 65 anys o més que vivien soles. El nombre mitjà de persones vivint en cada habitatge era de 2,21 i el nombre mitjà de persones que vivien en cada família era de 2,88.
Per edats la població es repartia de la següent manera: un 22,6% tenia menys de 18 anys, un 6,8% entre 18 i 24, un 26,5% entre 25 i 44, un 23,8% de 45 a 60 i un 20,3% 65 anys o més.
L'edat mediana era de 40 anys. Per cada 100 dones de 18 o més anys hi havia 85,8 homes.
La renda mediana per habitatge era de 22.273 $ i la renda mediana per família de 31.458 $. Els homes tenien una renda mediana de 24.583 $ mentre que les dones 19.643 $. La renda per capita de la població era de 13.116 $. Entorn del 9,5% de les famílies i el 12,5% de la població estaven per davall del llindar de pobresa.

## Poblacions més properes
El següent diagrama mostra les poblacions més properes.